# سیارک ۲۱۹۲۱
سیارک ۲۱۹۲۱ (به انگلیسی: 21921 Camdenmiller، نامگذاری:1999VE49) بیست و یک هزار و نهصد و بیست و یکمین سیارک کشف شده‌است که در ۳ نوامبر ۱۹۹۹ کشف شد.
قدر مطلق سیارک برابر ۱۹.۵ است.